# Kløvningen
Ne pas confondre avec l'île de Klovningen au Svalbard.
Kløvningen est une île située sur la commune de Færder, comté du Vestfold. Kløvningen est située à l'extrême sud de la commune, au sud de Hvasser. L'île est inhabitée, et n'a jamais compté d'habitant permanent. 
Kløvningen doit son nom à son relief qui est presque divisé en deux vu de la mer. Kløvningen est une île populaire pour les plaisanciers de l'Oslofjord. La zone portuaire est inscrite en tant que monument culturel.
Kløvningen fait, depuis 2013, partie du parc national de Færder, après avoir fait partie de la zone de conservation du paysage Ormø–Færder.